# Bernsteinsee (Körkwitz)
Der Bernsteinsee ist ein Kiessee im Landkreis Vorpommern-Rügen in Mecklenburg-Vorpommern.
Das Gewässer liegt westlich des Ribnitz-Damgartener Ortsteils Körkwitz in 800 Meter Entfernung zum Saaler Bodden. Es besitzt eine Größe von 13 Hektar und eine maximale Ausdehnung von 900 mal 240 Metern. Durch den See verläuft eine Gemeindegrenze. Der größere östliche Teil, in dem sich auch eine kleine Insel befindet, liegt auf dem Stadtgebiet von Ribnitz-Damgarten, der Westteil auf dem Gemeindegebiet von Dierhagen. Südlich verläuft der Körkwitzer Bach.
Der See besitzt keine oberirdischen Zu- und Abflüsse und entstand durch die Ansammlung von Grundwasser in einem Kiestagebau. Nun wird das Areal touristisch genutzt. Auf dem See wurde eine Wasserskianlage installiert.